# Ahmed Hashim
Ahmed Hashim (Bagdad, 1884-1933) fou un poeta i escriptor turc representant del moviment simbolista. Va començar a escriure als 15 anys. La major part de la seva producció és poesia i només va escriure alguns assaigs en prosa.